# NGC 4543
NGC 4543 је елиптична галаксија у сазвежђу Девица која се налази на NGC листи објеката дубоког неба.
Деклинација објекта је + 6° 6' 56" а ректасцензија 12h 35m 20,2s. Привидна величина (магнитуда) објекта NGC 4543 износи 13,6 а фотографска магнитуда 14,6. NGC 4543 је још познат и под ознакама MCG 1-32-109, CGCG 42-167, VCC 1608, NPM1G +06.0349, PGC 41923.